# 芬恩·瓊斯
泰倫斯·瓊斯（英語：Terence Jones，1988年3月24日—）或稱作芬恩·瓊斯，英國男演員。瓊斯最著名的是在HBO電視劇《冰與火之歌：權力遊戲》（2011年至2016年）中飾演洛拉斯·提利爾一角。此外，他也於漫威電影宇宙中飾演丹尼·蘭德／鐵拳俠，最初於Netflix電視劇《鐵拳俠》（2017年至2018年）中登場。

## 早期生活
芬恩·瓊斯出生於英國倫敦。瓊斯曾在倫敦藝術教育學院中接受過三年的演藝課程訓練。在此之前，他也曾在海耶斯學院中作為預科學生。

## 職業生涯
瓊斯的職業生涯始於2009年，他在電視劇《聖橡鎮之夜》第二季中飾演一名喜歡漢娜·艾許沃的年輕人傑米；後於2010年時，他又在《聖橡鎮少年》中飾演該角。
瓊斯於2010年在電視劇《珍姐科幻大冒險》中飾演聖地亞哥·瓊斯一角，該劇為《異世奇人》的衍生作。2010年1月，瓊斯出演了電視劇《Doctors》的第十一季。同年4月，他在電視劇《舊日火焰》中飾演馬克·肯尼迪一角，在劇中是麗莎·肯尼迪（茱莉·葛拉罕飾演）被指控謀殺的兒子。
2010年6月19日，宣布瓊斯將在HBO電視劇《冰與火之歌：權力遊戲》中飾演洛拉斯·提利爾爵士，該劇改編自喬治·R·R·馬丁所創作的奇幻小說《冰與火之歌》。2012年，瓊斯出演了恐怖片《鬼擋路5》，這也是他參演的首部電影作品。
2016年2月，瓊斯有望成為Netflix電視劇《鐵拳俠》和漫威電影宇宙的主演，他在當中所飾演的是漫威漫畫旗下的超級英雄角色丹尼·蘭德／鐵拳俠。2016年3月，漫威正式確認瓊斯為飾演鐵拳俠的演員。
2017年10月，據透露，瓊斯將於電視劇《盧克·凱奇》的第二季中飾演丹尼·蘭德／鐵拳俠。該消息後來被麥克·寇特證實。

## 個人生活
瓊斯的出生名為泰倫斯·「泰瑞」·瓊斯（Terence "Terry" Jones），為了不和蒙提·派森的成員泰瑞·瓊斯混淆，所以才將自己的名字改為芬恩·瓊斯（Finn Jones）。
2015年12月，瓊斯在伊斯靈頓購物中心詠唱頌歌，以協助樂施會為敘利亞內戰難民籌集資金。瓊斯本身是工黨黨魁傑瑞米·柯賓的支持者，並曾在Instagram上公開表示他對柯賓的支持。

## 作品列表

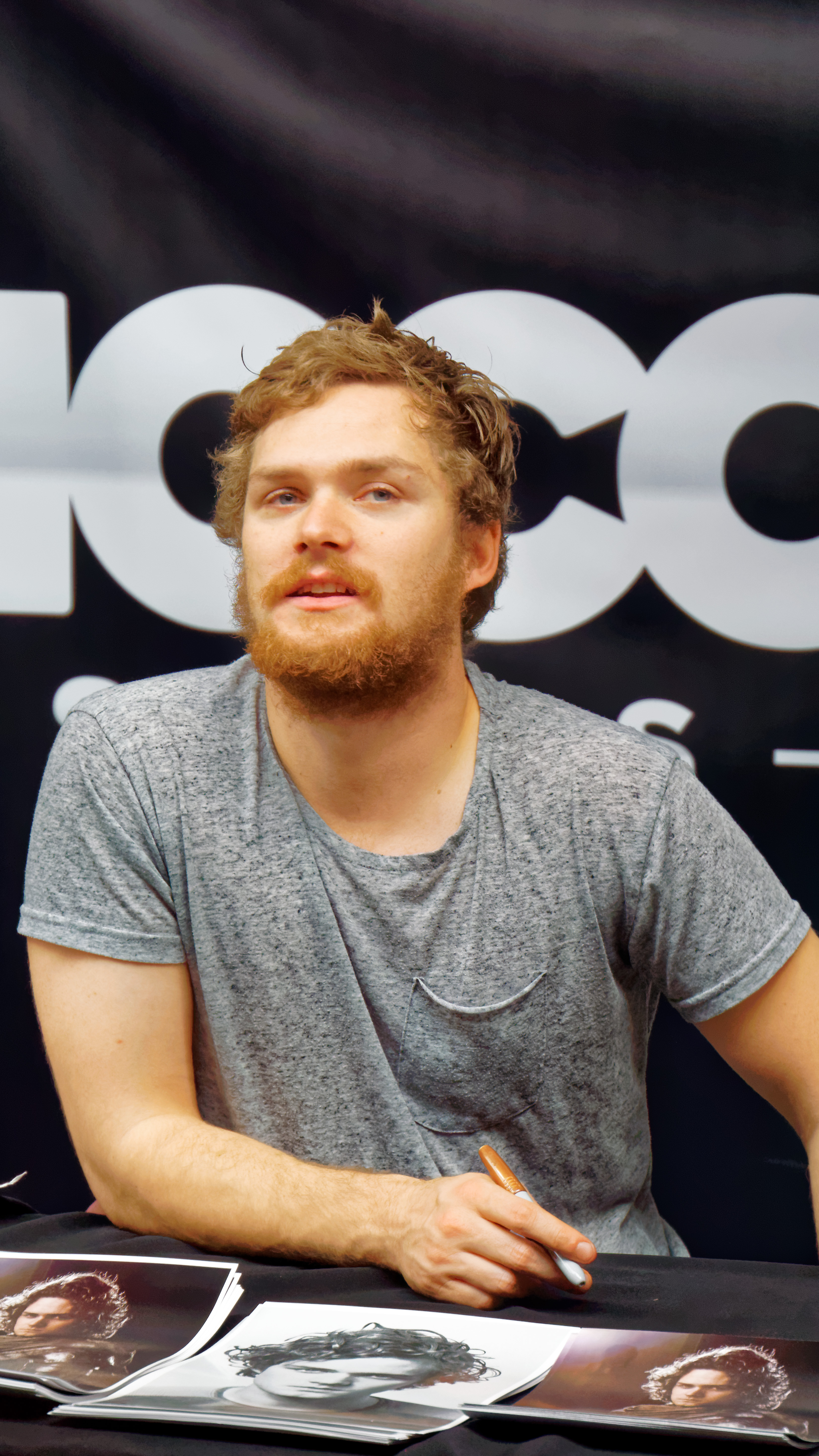
瓊斯於2016年3月在布魯塞爾漫畫展上。

### 電影
| 年份 | 標題                       | 角色                 | 附註    |
| ---- | -------------------------- | -------------------- | ------- |
| 2012 | 鬼擋路5                    | Teddy 泰迪           | DVD首映 |
| 2014 | Sleeping Beauty            | Barrow 巴羅          |         |
| 2014 | 最後的展示                 | Martin 馬丁          |         |
| 2017 | 德州電鋸殺人狂前傳：皮面人 | Deputy Sorrel 索雷爾 |         |
| 2021 | 無眠覺醒                   | Brian                |         |
| 2022 | Canyon Del Muerto          | 查爾斯·林德伯格      |         |
| 2022 | 《訪客》（The Visitor）    | Robert               |         |

### 電視
| 年份      | 標題                 | 角色                                                    | 附註                          |
| --------- | -------------------- | ------------------------------------------------------- | ----------------------------- |
| 2009      | 聖橡鎮之夜           | Jamie 傑米                                              | 5集                           |
| 2010      | 珍姐科幻大冒險       | Santiago Jones 聖地亞哥·瓊斯                            | 2集                           |
| 2010      | 舊日火焰             | Mark Kennedy 馬克·肯尼迪                                | 2集                           |
| 2010      | 聖橡鎮少年           | Jamie 傑米                                              | 9集                           |
| 2010–2011 | Doctors              | Tristan Bentley / Tim Hebdon 泰瑞斯坦·班特利／提姆·海堡 | 2集                           |
| 2011–2016 | 冰與火之歌：權力遊戲 | Loras Tyrell 洛拉斯·提利爾                              | 21集                          |
| 2015      | 衝破囚籠             | 朱利安·貝爾                                             | 迷你劇；3集                   |
| 2017–2018 | 鐵拳俠               | 丹尼·蘭德／鐵拳俠                                       | 主要演員；13集                |
| 2017      | 捍衛者聯盟           | 丹尼·蘭德／鐵拳俠                                       | 迷你劇，主要演員；8集         |
| 2018      | 盧克·凱奇            | 丹尼·蘭德／鐵拳俠                                       | 單集：〈The Main Ingredient〉 |
| 2020      | 狄金生               | 山繆·鮑爾斯                                             | 8集                           |
| 2022      | 與鯊同游             | Marty                                                   | 主要演員；6集                 |

## 外部連結
- 芬恩·瓊斯在互联网电影资料库（IMDb）上的資料（英文）
- 官方Facebook （页面存档备份，存于）
- Twitter （页面存档备份，存于）